# トレヴァー・ワッツ
トレヴァー・ワッツ（Trevor Watts、1939年2月26日 - 、ヨーク生まれ）は、イングランドのジャズと、フリー・インプロヴィゼーションのアルトおよびソプラノ・サクソフォーン奏者である。主に独学で、12歳でコルネットを始め、18歳でサックスに切り替えた。RAF（1958年–1963年）と共にドイツに駐留している間、彼はドラマーのジョン・スティーヴンスとトロンボーン奏者のポール・ラザフォードと出会った。復員後、彼はロンドンへと戻った。1965年に彼とスティーヴンスはスポンティニアス・ミュージック・アンサンブルを結成し、それはイギリスのフリー・インプロヴィゼーションを集約するものの1つとなった。ワッツは1967年にバンドを離れて自身のグループであるアマルガム (Amalgam)を結成したが、その後、スポンティニアス・ミュージック・アンサンブルに戻って1970年代半ばまで在籍し続けた。もう1つ重要だったのは、ベーシストのバリー・ガイと、彼が率いるロンドン・ジャズ・コンポーザーズ・オーケストラとの関係だった。この関係は、1970年代のバンドの発足から、1990年代半ばの（永久的な?）解散まで続いた。
ワッツは当初、アヴァンギャルドと強く同一視されていたが、ストレートなジャズのコンテキストからロックやブルースまで、あらゆる分野で活躍してきた多才なミュージシャンである。彼自身のプロジェクトは、ジャズとアフリカ音楽の融合へと焦点を当てるようになっていき、とりわけ1982年から率いてきたモイレイ・ミュージック・アンサンブル (Moiré Music ensemble)に顕著である。これは複数のドラマーをフィーチャーした大規模なものから、より親密なトリオまで、さまざまな構成によるアンサンブルであった。近年は、フリー・モードで、たまにしかレコーディングを行っていないが、注目すべきはヴェリアン・ウェストン（モイレイ・ミュージックのかつての編成におけるピアニスト）とのデュエット・アルバムであるCD『6 Dialogues』であろう。2005年にはHi4Head Recordsからソロ・アルバム『World Sonic』が登場している。
ワッツは何度となく世界をツアーし、ワークショップを開催し、助成金やコミッションを受けつつ、アーチー・シェップ、スティーヴ・レイシー、ドン・チェリー、ジェイン・コルテス、スティーヴン・グリューなどの偉大なジャズ・ミュージシャンとコラボレーションしてきた。2011年の時点でもツアーを続けており、ヴェリアン・ウェストンと一緒に北米ツアーを行った。

## ディスコグラフィ

### リーダー・アルバム
- No Fear (1977年、Spotlite) ※with ジョン・スティーヴンス
- Cynosure (1978年、Ogun) ※トレヴァー・ワッツ・ストリング・アンサンブル名義
- 『エンドゲーム』 - Endgame (1979年、Japo) ※with バリー・ガイ、ハワード・ライリー、ジョン・スティーヴンス
- 『クリスタル・モーニング』 - Stella Malu (1981年、ECM) ※with カトリーナ・クリムスキー
- Trevor Watts' Moiré Music (1985年、ARC) ※トレヴァー・ワッツ・モイレイ・ミュージック名義
- Saalfelden Encore (1987年、Cadillac) ※トレヴァー・ワッツ・モイレイ・ミュージック・セクステット名義
- With One Voice (1988年、FMR) ※トレヴァー・ワッツ・モイレイ・ミュージック名義
- Live In Latin America Vol.1 (1990年、ARC) ※トレヴァー・ワッツ・モイレイ・ミュージック・ドラム・オーケストラ名義
- 『ア・ワイダー・インブレイス』 - A Wider Embrace (1994年、ECM) ※トレヴァー・ワッツ・モイレイ・ミュージック・ドラム・オーケストラ名義
- Moiré (1995年、Intakt) ※トレヴァー・ワッツ・モイレイ・ミュージック・トリオ名義
- Live at the Athens Concert Hall (2000年、ARC) ※トレヴァー・ワッツ・モイレイ・ミュージック名義
- Trevor Watts and The Celebration Band (2001年、ARC)
- 6 Dialogues (2002年、Emanem) ※with ヴェリアン・ウェストン
- Rest of the Spotlight Sessions (2005年、Hi4Head)
- World Sonic (2005年、Hi4Head)
- Live in Sao Paulo, Brasil (2006年、Hi4Head) ※with ジェイミー・ハリス
- Ancestry (2007年、Entropy Stereo) ※with ジェイミー・ハリス
- Drum Energy! (2008年、High Note) ※オリジナル・トレヴァー・ワッツ・ドラム・オーケストラ名義
- Reunion Live in London (2008年、Hi4Head) ※with ピーター・ナイト

スポンティニアス・ミュージック・アンサンブル
- Challenge (1966年、Eyemark Records)
- Frameworks (1968/1971/1973年、Emanem Records)
- John Stevens/Spontaneous Music Ensemble (1969年、Marmalade Records)
- The Source - From and Towards (1971年、Tangent Records) ※1970年11月18日録音
- So What Do You Think? (1971年、Tangent Records)
- Birds of a Feather (1971年、BYG Records)
- Bobby Bradford, John Stevens and the Spontaneous Music Ensemble Live Vols. 1 & 2 (1971年、Nessa Records)
- 1.2. Albert Ayler (1971年、Affinity)
- Face to Face (1973年、Emanem Records)
- Quintessence (1986年、Emanem Records) ※1973–1974年録音

アマルガム
- Prayer for Peace (1969年、Transatlantic Records)
- Innovation (1974年、Tangent)
- Another Time (1976年、Vinyl)
- Deep (1977年、Vinyl)
- Samanna (1977年、Vinyl)
- Over the Rainbow (1979年、ARC)
- Semanna (2004年、FMR)

バリー・ガイ/ロンドン・ジャズ・コンポーザーズ・オーケストラ
- Ode (1972年、Incus)
- Harmos (1989年、Intakt)
- Double Trouble (1989年、Intakt)
- Theoria (1991年、Intakt)